# هانوفر ليكينغ (أوهايو)
هانوفر ليكينغ (بالإنجليزية: Hanover, Ohio)‏ هي قرية (الولايات المتحدة الأمريكية) تقع في الولايات المتحدة في مقاطعة ليكنغ (أوهايو). يقدر عدد سكانها بـ 921 نسمة ومساحتها 4.35 كم2 وترتفع عن سطح البحر 251 متر.

## التركيبة السكانية
قام مكتب تعداد الولايات المتحدة بتحديد بيانات التركيبة السكانية لهانوفر ليكينغ في تعداد الولايات المتحدة. في ما يلي، التركيبة السكانية حسب تعدادي 2000 و2010.

### تعداد عام 2000
بلغ عدد سكان هانوفر ليكينغ 885 نسمة بحسب تعداد عام 2000، وبلغ عدد الأسر 314 أسرة وعدد العائلات 258 عائلة مقيمة في القرية. في حين سجلت الكثافة السكانية 885.2 نسمة لكل ميل مربع (341.8/كم2). وبلغ عدد الوحدات السكنية 328 وحدة بمتوسط كثافة قدره 328.1 نسمة لكل ميل مربع (126.7/كم2).
وتوزع التركيب العرقي للقرية بنسبة 98.53% من البيض و 0.23% من الأمريكيين الأصليين و 0.45% من الأمريكيين الأفارقة و 0.56% من عرقين مختلطين أو أكثر.
بلغ عدد الأسر 314 أسرة كانت نسبة 41.4% منها لديها أطفال تحت سن الثامنة عشر تعيش معهم، وبلغت نسبة الأزواج القاطنين مع بعضهم البعض 69.4% من أصل المجموع الكلي للأسر، ونسبة 10.2% من الأسر كان لديها معيلات من الإناث دون وجود شريك، وكانت نسبة 17.8% من غير العائلات. تألفت نسبة 15.0% من أصل جميع الأسر من أفراد ونسبة 6.7% كانوا يعيش معهم شخص وحيد يبلغ من العمر 65 عاماً فما فوق. وبلغ متوسط حجم الأسرة المعيشية 3.10، أما متوسط حجم العائلات فبلغ 2.82.
بلغ العمر الوسطي للسكان 37 عاماً. وكانت نسبة 27.7% من القاطنين تحت سن الثامنة عشر، وكانت نسبة 9.3% بين الثامنة عشر والأربعة وعشرون عاماً، ونسبة 27.9% كانت واقعةً في الفئة العمرية ما بين الخامسة والعشرون حتى والأربعة وأربعون عاماً، ونسبة 24.7% كانت ما بين الخامسة والأربعون حتى الرابعة والستون، ونسبة 10.4% كانت ضمن فئة الخامسة والستون عاماً فما فوق. يوجد لكل 100 أنثى 102.5 ذكر، ويوجد لكل 100 أنثى في الثامنة عشر من عمرها فما فوق 95.7 ذكر.
بلغ متوسط دخل الأسرة في القرية 50,313 دولار، أما متوسط دخل العائلة فبلغ 53,438 دولار. وكان متوسط دخل الذكور 39,048 دولار مقابل 23,854 دولار للإناث. وسجل دخل الفرد الخاص بالقرية 20,679 دولار. وكانت نسبة 3.9% من العائلات ونسبة 4.4% من السكان تحت خط الفقر، وكان من هؤلاء نسبة 4.5% تحت سن الثامنة عشر ونسبة 5.0% في الخامسة والستين من العمر وما فوق.

### تعداد عام 2010
بلغ عدد سكان هانوفر ليكينغ 921 نسمة بحسب تعداد عام 2010، وبلغ عدد الأسر 323 أسرة وعدد العائلات 253 عائلة مقيمة في القرية. في حين سجلت الكثافة السكانية 554.8 نسمة لكل ميل مربع (214.2/كم2). وبلغ عدد الوحدات السكنية 334 وحدة بمتوسط كثافة قدره 201.2 لكل ميل مربع (77.7/كم2).
وتوزع التركيب العرقي للقرية بنسبة 97.5% من البيض و 0.3% من الأمريكيين الأصليين و 0.2% من الأمريكيين ذوي الأصول الآسيوية و 1.0% من الأمريكيين الأفارقة و 0.5% من عرقين مختلطين أو أكثر.
بلغ عدد الأسر 323 أسرة كانت نسبة 42.7% منها لديها أطفال تحت سن الثامنة عشر تعيش معهم، وبلغت نسبة الأزواج القاطنين مع بعضهم البعض 64.1% من أصل المجموع الكلي للأسر، ونسبة 11.5% من الأسر كان لديها معيلات من الإناث دون وجود شريك، بينما كانت نسبة 2.8% من الأسر لديها معيلون من الذكور دون وجود شريكة وكانت نسبة 21.7% من غير العائلات. تألفت نسبة 17.0% من أصل جميع الأسر من أفراد ونسبة 9.3% كانوا يعيش معهم شخص وحيد يبلغ من العمر 65 عاماً فما فوق. وبلغ متوسط حجم الأسرة المعيشية 3.21، أما متوسط حجم العائلات فبلغ 2.85.
بلغ العمر الوسطي للسكان 37.5 عاماً. وكانت نسبة 29.3% من القاطنين تحت سن الثامنة عشر، وكانت نسبة 6.9% بين الثامنة عشر والأربعة وعشرون عاماً، ونسبة 23.7% كانت واقعةً في الفئة العمرية ما بين الخامسة والعشرون حتى والأربعة وأربعون عاماً، ونسبة 26.3% كانت ما بين الخامسة والأربعون حتى الرابعة والستون، ونسبة 13.8% كانت ضمن فئة الخامسة والستون عاماً فما فوق. وتوزع التركيب الجنسي للسكان بنسبة 51.8% ذكور و48.2% إناث.